# Distrito de J. Sterling Morton High School 201
El Distrito de J. Sterling Morton High School 201 (J. Sterling Morton High School District 201) es un distrito escolar de escuelas preparatorias (high schools) en Illinois. Tiene su sede en Cícero, en el área metropolitana de Chicago.
Los estudiantes de cuatro distritos escolares de primarias y medias matriculan al distrito J. Sterling Morton 201:
- Distrito de Escuelas Públicas de Cícero No. 99
- Lyons School District 103
- Berwyn North School District 98
- South Berwyn School District 100

## Historia
En el año escolar 1985-1986 los high schools Morton West y Morton East se unieron al mismo distrito escolar.

## Escuelas
Las escuelas son:
- Morton Alternative
- Escuela Secundaria Morton East
- Morton Freshman Center
- Morton West
  - En el año 2015 había 3.595 estudiantes registrados para el año escolar. A partir de 2015 Josh McMahon es el director de la escuela y Richard Moore es el asistente Director. Morton ofrece deportes como baloncesto para mujeres y hombres. Ofrecen el futbol americano, lucha, el béisbol, futbol, juego de bolos, golf, softbol, natación, tenis, gimnasia, bádminton, poms, porritas, voleibol,  y polo acuático. La escuela es para hombres y mujeres y consiste de grados 9 a 12.[5]